# ریکی جورج
ریکی جورج (انگلیسی: Ricky George؛ زادهٔ ۲۸ ژوئن ۱۹۴۶) بازیکن فوتبال اهل بریتانیا است.
از باشگاه‌هایی که در آن بازی کرده‌است می‌توان به باشگاه فوتبال بورم‌وود، باشگاه فوتبال تاتنهام هاتسپر، باشگاه فوتبال کورینتیان کاسولس، باشگاه فوتبال ای‌اف‌سی بورنموث، باشگاه فوتبال آکسفورد یونایتد، باشگاه فوتبال ویمبلدون، باشگاه فوتبال بارنت، باشگاه فوتبال واتفورد، و باشگاه فوتبال هرفورد یونایتد اشاره کرد.